# Hyposmocoma geminella
Hyposmocoma geminella là một loài bướm đêm thuộc họ Cosmopterigidae. Nó là loài đặc hữu của Kauai.